# Peter Marcin
Peter Marcin (ur. 27 marca 1966 w Rużomberku) – słowacki komik i aktor.

## Życiorys
Na etapie szkoły podstawowej zaczął uczęszczać na lekcje fortepianu w ludowej szkole artystycznej. Jako uczeń szkoły średniej założył kapelę rockową. Później poświęcił się teatrowi amatorskiemu i grał przez jeden sezon w Teatrze im. J. G. Tajowskiego w Zwoleniu. Ukończył studia aktorskie w Wyższej Szkole Sztuk Scenicznych.
Jego kariera aktorska zaczęła się od dubbingu. Użyczył głos komandorowi Rikerowi z serii Star Trek. Brał udział w programach rozrywkowych Uragán i Hurikán. W serialu telewizyjnym Susedia wcielił się w postać Františka. Współpracował z Andrejem Krausem. Zagrał pomniejszą rolę w czeskim serialu Chlapci a chlapi, wcielając się w postać Števa Rutkaya. Prowadził program rozrywkowy Človeče, nehnevaj sa oraz program konkursowy Ste chytrejší ako piatak?. Zapoczątkował program Normálna rodinka, skecz z elementami sitcomu, emitowany w telewizji Markíza. W styczniu 2009 r. przeszedł do Telewizji Słowackiej, gdzie zaczął prowadzić talkshow Chodili sme spolu.
Jest w związku małżeńskim z żoną Ľuboslavą, z którą ma syna Petra.